# 德克萨斯州诉约翰逊案
德克萨斯州诉约翰逊案（英語：Texas v. Johnson，491 U.S. 397 (1989)）是美國联邦最高法院于1989年3月开始审理并在同年6月21日作出判决的一个非常重要的司法案件。在这一案件的判决书中，联邦最高法院以5比4的投票结果支持了德克薩斯州刑事上訴法院的意见，认为该州有关保护国旗的法律违反美利坚合众国宪法第一条修正案。这意味着美国48个州以及首都哥伦比亚特区有关保护国旗的法律均因违宪而失效。
这一判决引发了来自联邦政府另外两大分支联邦国会和美国总统以及美国广大民众的强制反弹，之后国会两院很快又通过了旨在保护国旗的新《国旗保护法》，將毀壞國旗也從聯邦法律層面入刑，但仍然被最高法院在幾經考慮美国诉艾奇曼案後以一票之差宣布其违宪而取消。
民众又多次试图再从国会通过保护国旗的宪法修正案，直接將破壞國旗罪寫進憲法来推翻最高法院的判决，1995、1997和1999年，这一修正案先后3次在联邦众议院以312比120、310比114和304比124的直过三分之二多数通过，但都未能通过联邦参议院，1995年投票的结果是63比36（距三分之二多数仅差3票），1997年该修正案未能列入讨论议程，2000年3月的第3次投票则是63比37。在这一辯論过程中，支持最高法院的民众和国会议员有明显的逐渐增多的趋势，但对案件的争论仍然存在。

## 案件背景
格里高利·李·约翰逊当时是美国的一个名为革命共产主义青年旅的团体成员，1984年8月，共和党在达拉斯举行共和党全国大会，为了对当时的美国总统罗纳德·里根任内的一些政策及一些总部设立在达拉斯的大公司表示抗议，格里高利带领其团体吵吵嚷嚷地穿过达拉斯市的街道，一边呼喊反对共和党和里根的口号，一边用喷枪在几家大公司的外墙上涂鸦。这个时候，该团体的另一位成员将从一家银行门前旗杆上的美国国旗扯下并递给了格里高利。

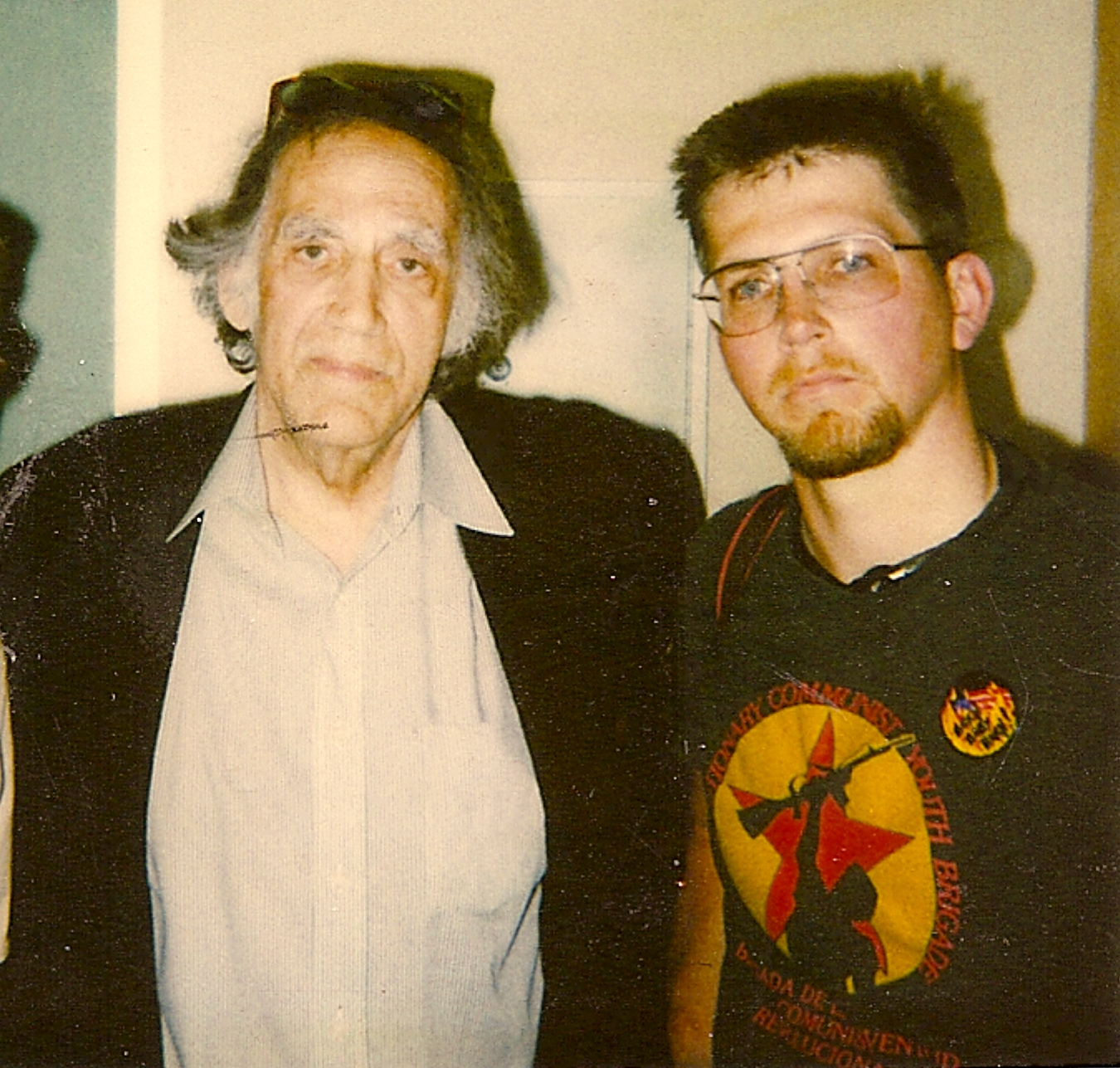
约翰逊（右方）与他的律师威廉·肯斯勒

当这群人示威到达市政厅门口时，格里高利拿出国旗，将煤油倒在上面，另一人则用打火机将其点燃。焚烧国旗的同时，这群人一边大喊着口号：“美国，红、白、蓝，我们对你吐口痰，你的立场是抢夺，你的下场是地狱。”又或者是：“里根，蒙代尔，会是哪一个？不管哪一个都意味着第三次世界大战。”这一过程中没有任何人受伤，但一些证人表示他们对焚烧国旗的行径感到深受冒犯。其中一位名叫丹尼尔·E·沃克的男子在示威者散去后收集起被焚国旗的残片，将之按军事上的习惯埋在自己家的后院中。
格里高利很快被警察逮捕，并被控违反了德克萨斯州的一项禁止“亵渎受崇敬物体”（desecration of a venerated object）的法律。这项法律不但禁止“亵渎”国旗，还禁止对公共纪念物、墓地等“受崇敬的物体”作出类似的行为。而对“亵渎”该法的定义则是：行为者明知其行为会严重冒犯那些看到和发现的人但仍一意孤行。然后，包括丹尼尔在内的多位证人出庭作证，明确表示焚烧国旗是对他们情感的严重冒犯，为此他们心痛不已。于是法庭判定格里高利罪名成立，判决有期徒刑一年并罚款两千美元。然后他向德克萨斯州第五上诉法院上诉，但仍然败诉。接下来他又向德克萨斯州刑事上诉法院上诉，这是该州刑事案件方面的最高法院。这一次，格里高利胜诉了，德克萨斯刑事上诉法院认为其行为是一种象征性的言论（symbolic speech），因此受联邦宪法第一修正案的保护，州法不能对其进行惩罚。
州政府行政部门提出，国旗是国家统一的象征，并且州政府需要维持秩序，因此其应该比约翰逊象征性的言论自由更加重要，但法庭表示这些都不足以支撑对约翰逊的定罪。法庭表示：任何人都有权与众不同，这正是我们第一修正案自由权利的核心，一个政府不能用法律来强行制造出公民团结的感觉。并且这个政府也不能既把一个符号定为团结的象征，又规定与之相关的行为哪些才是允许的......法庭还得出结论，本案中焚烧国旗的行为并没有导致任何破坏和平的威胁。
德克萨斯州政府请求向联邦最高法院上诉，1989年，联邦最高法院作出了判决。

## 联邦最高法院判决

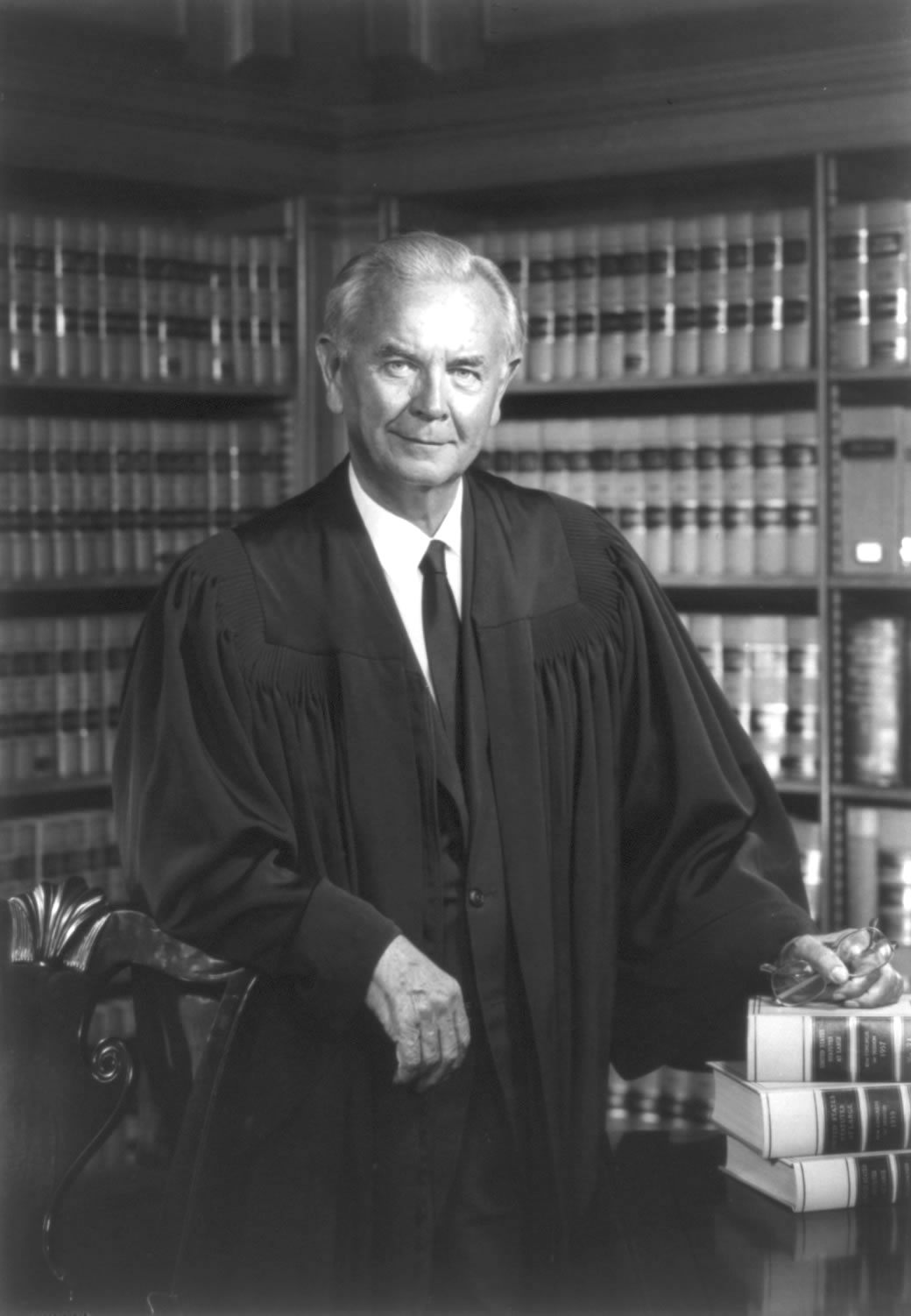
大法官小威廉·布伦南撰写了本案判决书中的多数意见

联邦最高法院以5比4的接近票数判决支持德克萨斯州刑事上诉法院的意见，德克萨斯州败诉。判决书的多数意见由大法官小威廉·布伦南撰写，另外四位支持他的大法官分别是：瑟古德·马歇尔、安东尼·肯尼迪、哈利·布莱克蒙和安东宁·斯卡利亚，其中安东尼·肯尼迪还特别写下了自己的补充意见（英語：concurring opinions，也可称附加意见）。而另外四位大法官：威廉·伦奎斯特、拜伦·怀特、桑德拉·戴·奥康纳和约翰·保罗·史蒂文斯则投下了反对票。
为了对案件作出判决，联邦最高法院需要考虑的第一个问题是：非言论类的行为是否有可能受到第一修正案的保护。因为格里高利并不是由于在言语中“亵渎”了国旗而被定罪的，所以其焚烧国旗的行为是否应该被视为是一种表达，就成为他是否能够援引第一修正案挑战定罪决定的关键前提。
第一修正案禁止“剥夺言论自由或出版自由”，但法院重申早在1931年的斯通伯格诉加利福尼亚州案（283 U.S. 359 (1919)，展示一面红旗作为象征性结论）和1969年的汀克诉德梅因独立社区学校案（393 U.S. 503 (1969)，戴上一个黑色袖标作为象征性言论）中就已达成了一致结论，这样的保护并不仅仅局限于一个人说的话或写下的文字。

### 肯尼迪的补充意见
大法官安东尼·肯尼迪在布伦南撰写的多数意见后写下了自己的补充意见，他写道：
|  | For we are presented with a clear and simple statute to be judged against a pure command of the Constitution. The outcome can be laid at no door but ours. The hard fact is that sometimes we must make decisions we do not like. We make them because they are right, right in the sense that the law and the Constitution, as we see them, compel the result. And so great is our commitment to the process that, except in the rare case, we do not pause to express distaste for the result, perhaps for fear of undermining a valued principle that dictates the decision. This is one of those rare cases. |

- 译文：摆在我们眼前的是一项简单明了的法规与宪法中纯粹指令的对抗，对此我们别无选择。一个严酷的事实是，我们有时必须要做出自己并不喜欢的决定。我们这样做是因为从法律和宪法的角度上，这样做是对的，我们必须接受这样的结果。我们的承诺是如此事关重大，我们不能因为一个决定会让自己感到反感就不去做这个决定，因为这将损坏我们最重要的原则。而这就是一个会让我们自己感到反感的案件。

|  | Though symbols often are what we ourselves make of them, the flag is constant in expressing beliefs Americans share, beliefs in law and peace and that freedom which sustains the human spirit. The case here today forces recognition of the costs to which those beliefs commit us. It is poignant but fundamental that the flag protects those who hold it in contempt. |

- 虽然各种符号的意义往往是我们自己所赋予的，国旗就是这样一个表现美国人共同的理念——法律、和平以及人类精神中所包括的自由信念——的标志。但今天的这个案件却迫使我们认识到坚持这些信念所要付出的代价。一个心酸但又基本的事实是，国旗保护那些蔑视它的人。

### 不同意见
四位大法官反对最高法院多数意见的判决。
首席大法官伦奎斯特主笔了一份不同意见书（怀特、奥康纳两位大法官加入），认为“一页历史重如一卷说理（a page of history is worth a volume of logic）”，国旗使用超过200年，对美国来说具有格外崇高的地位，不再是在言论市场（marketplace of ideas）上竞逐的思想或者观点，因而足以正当化处罚被告人的刑罚。建立人民对国旗特殊感情的不是政府，而是超过200年的美国历史，政府只不过认可这样的特殊感情并赋予相关的科刑。伦奎斯特大法官还分别援引了1812年战争和南北战争期间写作的两首诗来说明美国国旗的特殊地位。
史蒂文斯大法官另外提出了一份不同意见书，认为尽管国旗作为一个标志其价值难以具体衡量，但是保障此一项价值的政府利益是重大（significant）且合法（legitimate）的。

## 后续发展
联邦最高法院的这个判决宣布了全美50个州中的48个所制订的国旗保护法无效。超过20年后，这一议题仍然颇具争议，最近的一次民调显示仍然有大部分美国民众支持禁止焚烧国旗。
不过，国会曾于本案判决后不久颁布了国旗保护法将焚烧国旗定为联邦罪行，試圖繞過州府的判決給予懲處。但是美国联邦最高法院又在1990年的美国诉艾奇曼案（496 U.S. 310）中以同样5比4的票数宣布该法同样违宪而被取消。之后，美国国会曾多次考虑，在憲法中通过增設一项亵渎国旗修正案直接蓋過該判決解決此事，雖然这一修正案一般在美国众议院都会得到通过，但总是过不了美国参议院这一关，这其中的最近一次则是S.J.Res.12于2006年6月27日因一票之差而失败。